# Campionati statunitensi di sci alpino 1980
Ai Campionati statunitensi di sci alpino 1980 furono assegnati i titoli di discesa libera, slalom gigante e slalom speciale, sia maschili sia femminili.
Trattandosi di competizioni valide anche ai fini del punteggio FIS, vi parteciparono anche sciatori di altre federazioni, senza che questo consentisse loro di concorrere al titolo nazionale statunitense.

## Risultati
| Specialità      | Uomini                 | Donne           |
| --------------- | ---------------------- | --------------- |
| Discesa libera  | Dave Irwin             | Cindy Nelson    |
| Slalom gigante  | ?                      | Christin Cooper |
| Slalom speciale | Phil Mahre Steve Mahre | Christin Cooper |